# エイジング―80歳以上の若者が暮らす島―
『エイジング―80歳以上の若者が暮らす島―』（エイジング はちじゅっさいいじょうのわかものがくらすしま）は、友野ヒロによる日本の漫画作品。『漫画アクション』（双葉社）にて2020年10号より連載中。

## 登場人物
八武崎瀧郎（やぶざき たきろう）
主人公。若返る前の年齢は80歳である。
南野リコ（みなみの リコ）
ヒロインで実年齢も20歳である。

## 書誌情報
- 友野ヒロ『エイジング―80歳以上の若者が暮らす島―』双葉社〈アクションコミックス〉、既刊12巻（2025年1月23日現在）
  1. 2020年10月28日発売[2]、ISBN 978-4-575-85502-9
  2. 2021年2月27日発売[3]、ISBN 978-4-575-85553-1
  3. 2021年7月28日発売[4]、ISBN 978-4-575-85613-2
  4. 2021年10月28日発売[5]、ISBN 978-4-575-85651-4
  5. 2022年2月28日発売[6]、ISBN 978-4-575-85696-5
  6. 2022年7月28日発売[7]、ISBN 978-4-575-85742-9
  7. 2022年11月28日発売[8]、ISBN 978-4-575-85783-2
  8. 2023年4月27日発売[9]、ISBN 978-4-575-85839-6
  9. 2023年9月28日発売[10]、ISBN 978-4-575-85895-2
  10. 2024年3月28日発売[11]、ISBN 978-4-575-85951-5
  11. 2024年8月28日発売[12]、ISBN 978-4-575-86002-3
  12. 2025年1月23日発売[13]、ISBN 978-4-575-86050-4